# Патарская епархия
Пата́рская епа́рхия (греч. Ιερά Επισκοπή Πατάρων) — одна из древнейших епархий Константинопольской православной церкви с центром в городе Патара; ныне титулярная.

## История
Апостол Павел вместе с евангелистом Лукой останавливались в Патаре на пути из Родоса в Финикию.
Патарская епархия Константинопольского патриархата существовала с древнейших времён, а патарские епископы играли важную роль в раннем христианстве.
Около 270 года в Патаре родился и позднее получил образование будущий епископ Мир Ликийских, Николай Чудотворец.
В XX веке титул епископа Патарского присваивается викарным епископам Константинопольского патриархата.

## Епископы
- Мефодий (300-е)[2]
- Евдем[3]
- Евдемий[4]
- Кириней[5]
- Поликарп (Цонков) (июля 1852 – 1863)
- Мелетий (Христидис) (19 декабря 1910 — 20 июля 1967)
- Стефан (Тимченко) (7 мая 1972 — 29 января 1979)
- Ириней (Василиу) (14 декабря 1980 — 20 декабря 2009)
- Иосиф (Бош) (19 августа 2012 — 26 ноября 2019)
- Афинагор (Салмас) (с 26 июля 2020)